# قلعه میزوکی
قلعه میزوکی (به ژاپنی: 水城 Mizuki) قلعه‌ای بود که در سال ۶۶۴ در سومین سال حکمرانی امپراتور تنجی ساخته شده بود. بقایای این قلعه امروزه در استان فوکوئوکا واقع است و عقیده بر این است که این قعله توسط دربار یاماتو ساخته شده‌است. این قلعه برای محافظت از دازایفو، فوکوئوکا ساخته شده‌است.